# Suleima
Suleima es un género de polillas tortrícidas perteneciente a la tribu Eucosmini, de la subfamilia Olethreutinae, orden Lepidoptera. Fue descrito por Carl Heinrich en 1923.

## Especies
- Suleima baracana (Kearfott, 1907)
- Suleima cinerodorsana Heinrich, 1923
- Suleima daracana (Kearfott, 1907)
- Suleima helianthana (Riley, 1881)
- Suleima lagopana (Walsingham, 1879)
- Suleima mendaciana Blanchard y Knudson, 1983
- Suleima skinnerana Heinrich, 1923